# Cầu Cổ Lũy
Cầu Cổ Lũy là một cây cầu bắc qua sông Trà Khúc tại thành phố Quảng Ngãi, tỉnh Quảng Ngãi, Việt Nam.
Đây là cây cầu dây văng đầu tiên của tỉnh Quảng Ngãi.

## Vị trí
Cầu thuộc tuyến đường ven biển Dung Quất – Sa Huỳnh, nối liền hai xã Tịnh Khê và Nghĩa Phú thuộc thành phố Quảng Ngãi.

## Thiết kế
Cầu được thiết kế bởi công ty cổ phần tư vấn thiế kế Cầu Lớn - Hầm (Britec) - tập thể Phòng cầu 1 (Trưởng phòng Nguyễn Văn Thao). Cầu có kết cấu bê tông cốt thép và bê tông cốt thép dự ứng lực. Chiều dài cầu là 1.877 m, gồm 37 nhịp, chiều rộng là 20 m. Trong đó, phần cầu chính gồm 6 nhịp với 5 tháp dây văng, có chiều rộng 22 m.

## Thi công
Công trình có tổng vốn đầu tư là 2.250 tỷ đồng, từ nguồn vốn trái phiếu Chính phủ và vốn ngân sách tỉnh. Cầu được khởi công vào ngày 18 tháng 12 năm 2017 và thông xe kỹ thuật vào ngày 20 tháng 10 năm 2020. Tuy nhiên, do còn vướng giải phóng mặt bằng một số hộ dân nên đường dẫn hai đầu cầu vẫn chưa được hoàn thiện. Cầu dự kiến chính thức đưa vào sử dụng từ ngày 30 tháng 4 năm 2021.
Ban đầu, cầu dự kiến được đặt tên là "cầu Cửa Đại". Tuy nhiên, vào ngày 27 tháng 9 năm 2020, UBND tỉnh Quảng Ngãi đã ban hành quyết định đặt tên cầu là "Cổ Lũy" để tránh trùng tên với cầu Cửa Đại ở tỉnh Quảng Nam.